# Mordella purpurascens
Mordella purpurascens es una especie de coleóptero de la familia Mordellidae.

## Distribución geográfica
Habita en Europa y el Magreb.